# Яр Василь Адамович
Василь Адамович Яр (справжнє ім'я — Василь Адамович Ярмолюк; 1 січня 1945, Липлянщина, Народицький район, Житомирська область — 8 лютого 2015, Житомир) — український письменник, прозаїк та поет; член Національної спілки письменників України; автор понад двадцяти літературних збірок.
Лауреат літературної премії імені Василя Земляка (2011), переможець обласного щорічного конкурсу «Краща книга року» (2013) в номінації «Поезія року» за книжку «Вірші з поля», призер всеукраїнського фестивалю сучасної української літератури «Просто на Покрову» (2014) за книгу «Лід ранньої осені».

## Життєпис
Василь Яр народився 1 січня 1945 року в селі Липлянщина Народицького району Житомирської області. Закінчив восьмирічку, потім — ремісниче училище.
У 1969 році Василь Адамович переїхав до Житомира. Освоїв багато професій, серед яких вантажник, чистильник вентиляційних камер на Житомирському льонокомбінаті (тут Василь Яр пропрацював 25 років). Почав писати літературні твори. Постійно займався самоосвітою, відвідував різні студії та об'єднання, став позаштатним кореспондентом кількох газет.
У 2005 році став членом Національної спілки письменників України. Обрав собі псевдонім — Яр, щоб не дублювати Миколу Яковича Ярмолюка.
Василь Яр помер 8 лютого 2015 року у Житомирі.

### Творчість
Василь Адамович Яр писав у багатьох жанрах, створив безліч поетичних збірок та творів філософсько-інтелектуального спрямування.
Творчість письменника — концептуальна та іронічна, здатна викликати яскраві уявлення та найнесподіваніші асоціативні зв'язки у читача. Для неї характерна динамічна напруга, висвітлення внутрішніх переживань та людських характерів. Письмо автора реалістичне, ясне і напружене. Про складне Василь Яр говорив просто, не вдавався до складних алегорій та асоціацій. Дуже вміло вписував діалоги та полілоги як засіб розкриття людського характеру та розвитку дій. Осмислював у своїх творах вічні категорії: добро і зло, любов та ненависть.
Цікавою є серія щоденникових записів під загальною назвою «Життя як сповідь» (вміщує 5 книг) та «Хронологія» (2011 рік). Щоденники Василя Яра написані просто і щиро, інколи з додаванням тонкої іронії та сарказму. Також автор нерідко використовував літературні ремінісценції. Щоденникові нотатки Яра приваблюють читача справжніми життєвими історіями, розказаними без прикрас і художніх домислів.
Василь Яр добре володіє поетичним слово. Його вірші — філософські, афористичні, лаконічні та патріотичні, оригінальні як за формою, так і за змістом.

### Вибрані твори
- Совість: новели / В. А. Ярмолюк. — К. : Молодь, 1984. — 92 с.
- Без прикрас : новели / В. А. Ярмолюк ; ред. В. М. Врублевський ; худож. В. Вознюк. — Житомир: Косенко М. Г., 2002. — 311 с.
- Вибрані твори: проза, поезія / В. А. Ярмолюк. — Житомир: Євенок О. О., 2014. — 463 с.
- Вірші з поля: поезії / В. А. Ярмолюк. — Житомир: Рута, 2013. — 70 с.
- Життя як сповідь: щоденники у 6 книгах 2004—2011 рр. / В. А. Ярмолюк. — Житомир: Пасічник М. П., 2006—2012
- З вершини літ: поезії / В. А. Ярмолюк. — Житомир: Рута, 2009. — 149 с.
- Камінчики: поезії та проза / В. А. Ярмолюк. — Житомир: Косенко, 2004. — 196 с.
- Лабіринти: поезії / В. А. Ярмолюк. — Житомир: Пасічник М. П., 2006. — 184 с.
- Лід ранньої осені: (рр. — 2011—2013) / В. А. Ярмолюк ; ред. Г. Цимбалюк. — Житомир: Рута, 2013. — 123 с.
- Мінор: поезії / В. А. Ярмолюк. — Житомир: Рута, 2009. — 206
- На сполох: Поезії / В. А. Ярмолюк. — Житомир: Пасічник М. П., 2006. — 407 с.
- Не лише про себе: іронізми / В. А. Ярмолюк. — Житомир: Пасічник М. П., 2008. — 88 с.
- Погляд у себе: повісті та коротка проза / В. А. Ярмолюк. — Баранівка ; Житомир: Баранів. район. друк., 2000. — 135 с.
- Філософсько-психологічні роздуми, афоризми, новели / В. А. Ярмолюк. — Житомир: Бібліотека журналу «Ковчег», 2005. — 204 с.
- Смальта / В. А. Ярмолюк. — Житомир: Пасічник М. П., 2007. — 91 с.
- Сто рубаїв: поетична збірка / В. А. Ярмолюк. — Житомир: Рута, 2013. — 70 с.
- Філософія з пейзажем: поезії / В. А. Ярмолюк. — Житомир: Рута, 2011. — 190 с.
- Хронологія: роман з конкретними іменами: щоденники. Кн. 5 / В. А. Ярмолюк. — Житомир: Рута, 2011. — 140 с.
- Записки Івана Карповича Мотихи — невизнаного поета, прозаїка, філософа, ще й комерсанта на додачу: роман / В. А. Ярмолюк. — Житомир: Євенок , 2004. — 507 с.